# 新州镇 (儋州市)
新州镇，是中华人民共和国海南省儋州市下辖的一个乡镇级行政单位。

## 行政区划
新州镇下辖以下地区：
马墩社区、东升社区、西立社区、唐庙巷社区、东方头社区、新街社区、周庙巷社区、世禄巷社区、中巷社区、西境社区、黄塘社区、新州社区、荣上村、英均村、兰田村、黄玉村、新地村、英隆村、攀步村、南岸村、英进村、敦教村、大屯村、黄村、腾阳村、宣泮村、盐场村、宝山村、长塘村、西边村、泮山村和儋州林场。